# Rusałka wierzbowiec
Rusałka wierzbowiec (Nymphalis polychloros) – motyl z rodziny rusałkowatych. W Polsce jest rozpowszechniony, jednak spotykany lokalnie, nigdy w większych grupach.
Wygląd
Cechą wyróżniającą wierzbowca spośród podobnych gatunków (rusałka ceik, rusałka pokrzywnik, rusałka drzewoszek, rusałka laik) jest żółta, półksiężycowata plamka znajdująca się przy wierzchołku przedniego skrzydła. Wierzch skrzydeł jest rdzawobrązowy z licznymi czarnymi akcentami. Spód jest szaro-czarny, maskujący. Skrzydła są lekko powcinane, a ich rozpiętość wynosi około 60 mm.
Czas lotu
Rusałka wierzbowiec, podobnie jak inne z tego rodzaju, pojawia się na początku lipca i lata aż do października, a po przezimowaniu ponownie od marca do początku czerwca. Zimuje w starych, opuszczonych budynkach, w stodołach, dziuplach, na strychach i w piwnicach.
Biotop
Motyl ten występuje w sadach i ogrodach, a także w lasach liściastych i mieszanych, gdzie spotkamy go na leśnych drogach i polanach. Chętnie spija sok wyciekający z owoców, nierzadko siada na roślinach z rodziny złożonych.
Stadia rozwojowe
Gąsienica przypomina nieco ptasie odchody. Pokryta szczecinkami, jest zielonkawo-brązowa i żyje we wspólnych oprzędach, których nie opuszcza aż do czasu przeobrażenia. Żywi się liśćmi wierzby iwy, wiązu, topoli i drzew owocowych. Poczwarka brązowa w metaliczne, szare i żółte plamki. Wisi przytwierdzona kremastrem do gałęzi, liści lub ścian budynków.
Występowanie
Zamieszkuje prawie całą Europę, Azję Wschodnią i Afrykę Północną. W Polsce gatunek coraz rzadszy, czego przyczyną jest prawdopodobnie nadmierne stosowanie insektycydów w sadach owocowych i wycinanie śródpolnych zadrzewień.

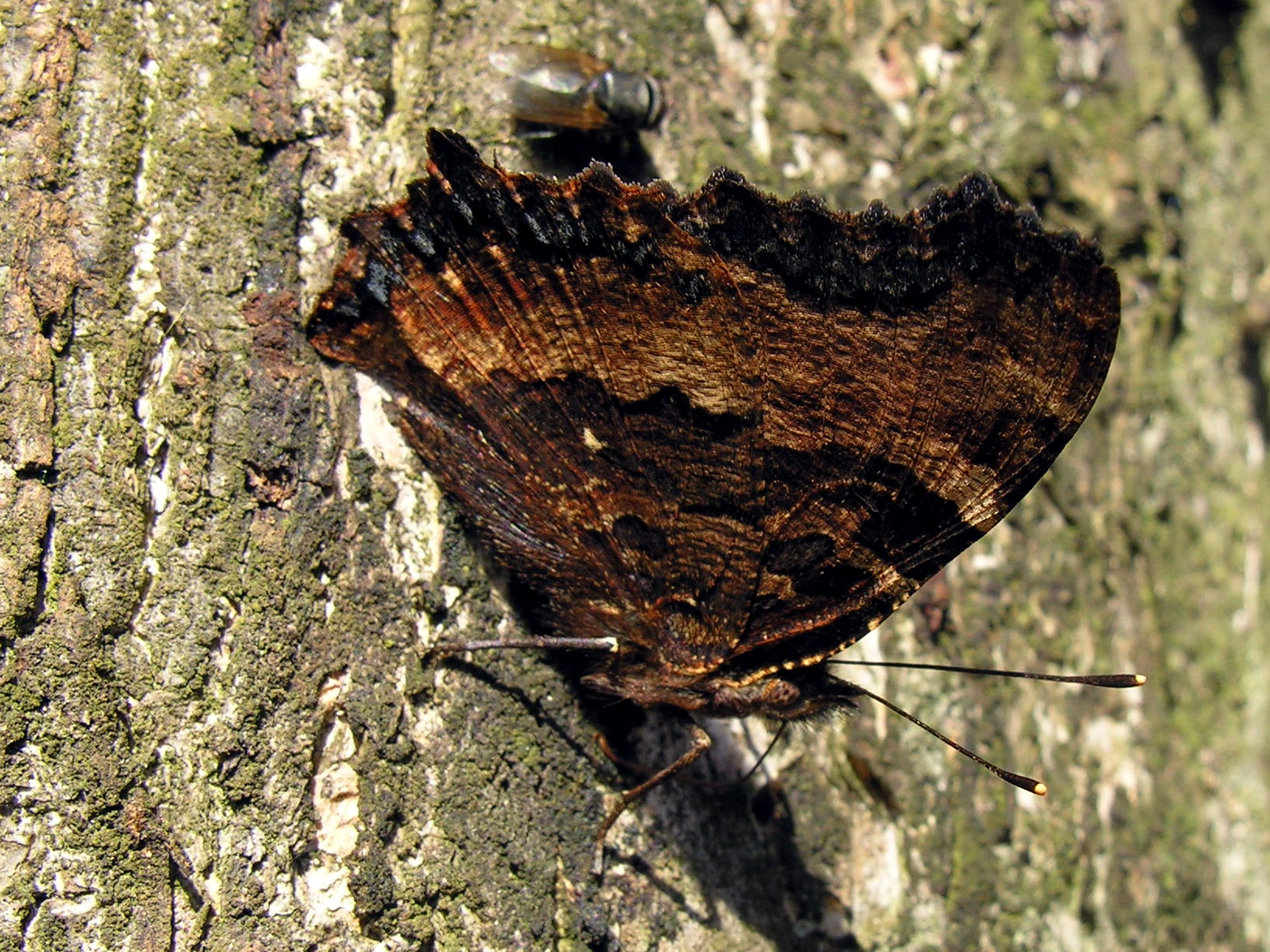
Rusałka wierzbowiec – widoczny rysunek na spodniej stronie skrzydeł